# Trường Kinh tế, Đại học Cần Thơ
Trường Kinh tế là một đơn vị đào tạo thuộc Đại học Cần Thơ, một trường đại học trọng điểm quốc gia của Việt Nam.

## Lịch sử hình thành
Tiền thân của trường là bộ môn Kinh tế được thành lập vào năm 1976 thuộc khoa Nông nghiệp (được tổ chức lại năm 1975 từ trường Đại học Luật Khoa và Khoa học Xã hội và Ban Kinh tế nông nghiệp thuộc Trường Cao đẳng Nông nghiệp của Viện Đại học Cần Thơ trước năm 1975). Sau khi khoa Nông nghiệp giải thể, bộ môn Kinh tế Nông nghiệp trực thuộc trường Đại học Cần Thơ từ năm 1977 và trở thành khoa Kinh tế Nông nghiệp rồi thành khoa Kinh tế trong cùng năm 1979. Khoa Kinh tế đổi tên thành khoa Kinh tế - Quản trị Kinh doanh năm 1995 nhằm đáp ứng trước sự phát triển của kinh tế Việt Nam. Tháng 9 năm 2015 khoa đổi tên trở lại thành khoa Kinh tế với định hướng phát triển đa ngành và trở thành Trường Kinh tế thuộc Trường Đại học Cần Thơ năm 2022 nhằm đẩy mạnh việc phân cấp - phân quyền, tăng vai trò chủ động sáng tạo ở các đơn vị và tạo động lực phát triển đến từng giảng viên.

## Đào tạo
Trường chịu trách nhiệm đào tạo khối ngành kinh tế, hợp tác quốc tế, nghiên cứu và chuyển giao công nghệ cho vùng Đồng bằng Sông Cửu Long và cả nước. Trường có 171 viên chức và người lao động, trong đó có 14 Phó giáo sư, 44 Tiến sỹ và 86 Thạc sỹ. Trường đào tạo 3 chương trình Tiến sỹ, 5 chương trình Thạc sỹ và 13 chương trình bậc Đại học với hơn 7.400 sinh viên đại học, 479 học viên cao học và 75 nghiên cứu sinh tiến sỹ.
Trường có 9 khoa và các đơn vị trực thuộc gồm:
- Khoa Kế toán - Kiểm toán
- Khoa Kinh doanh quốc tế
- Khoa Kinh tế
- Khoa Kinh tế nông nghiệp
- Khoa Kinh tế tài nguyên - môi trường
- Khoa Quản trị dịch vụ du lịch & lữ hành
- Khoa Marketing
- Khoa Quản trị kinh doanh
- Khoa Tài chính - Ngân hàng
- Văn phòng trường

## Sự công nhận
Ngành Kinh tế nông nghiệp của trường là ngành đầu tiên đạt chuẩn AUN-QA tại trường Đại học Cần Thơ.

## Nghiên cứu khoa học
Trường có định hướng ứng dụng kinh tế trong việc đẩy mạnh chuyển dịch cơ cấu kinh tế vùng Đồng bằng Sông Cửu Long hướng tới phát triển bền vững.